# VSQ
株式会社VSQ（ブイエスキュー、VSQ Co., Ltd.）は、福岡県を拠点とする番組制作会社。日本ポストプロダクション協会加盟。
テレビ西日本（TNC）の子会社で、本社も福岡市早良区百道浜のTNC放送会館内に同居する。

## 沿革
- 1977年2月：TNCの子会社であるTNC企画内に映像事業部としてスタート。
- 1978年2月1日：TNC及びTNC企画から出資を経て「株式会社ビデオステーション・キュー」として独立する。本社は当時TNCの社屋（福岡放送会館）のあった福岡市南区高宮。
- 2007年10月29日：TNC放送会館内の現在地に移転。TNC本体は1996年に百道浜に移転していたが、VSQは引き続き高宮の旧社屋を使用していた。
- 2018年7月1日：略称であった「株式会社VSQ」に社名変更。

## 主な制作番組
- 「ももち浜ストア」などTNCの各種番組
- 福岡県広報番組（2013年から3番組を一括制作し、テレビ局・県インターネットテレビサイトに配信）
  - 「ふくおか暮らしにプラス」（九州朝日放送）
  - 「ふくおか新発見」（福岡放送）
  - 「ふくおかにリンク」（テレビ西日本）
- 華丸・大吉のなんしようと？
- Jリーグ中継（DAZN<制作受託> サガン鳥栖ホームゲーム）
  - スカパー!による中継当時から担当。2014年まではアビスパ福岡主催試合を委託制作していたが、2015年から福岡放送と委託制作局を交換する形でサガン戦を担当することになった。
  - 実況は主に九州地区で活躍するフリーアナウンサー（南鉄平など）が担当しているが、近年は親会社のテレビ西日本のアナウンサーが担当することも増えている。
- 匠の蔵（FNS九州沖縄8局ネット）
- 「日経スペシャル ガイアの夜明け」（テレビ東京）
  - 大空の革新者たち
  - 年末拡大版 世界を救うニッポンの技術SP
- 福岡人志、 松本×黒瀬アドリブドライブ（福岡放送）
- WORLD FUKUOKA NEWS
- おむすび（NHK大阪放送局）
  - 2024年後期連続テレビ小説であり福岡パートの制作協力を行った[2]。